# Silveira Martins
Silveira Martins is een gemeente in de Braziliaanse deelstaat Rio Grande do Sul. De gemeente telt 2.537 inwoners (schatting 2009).

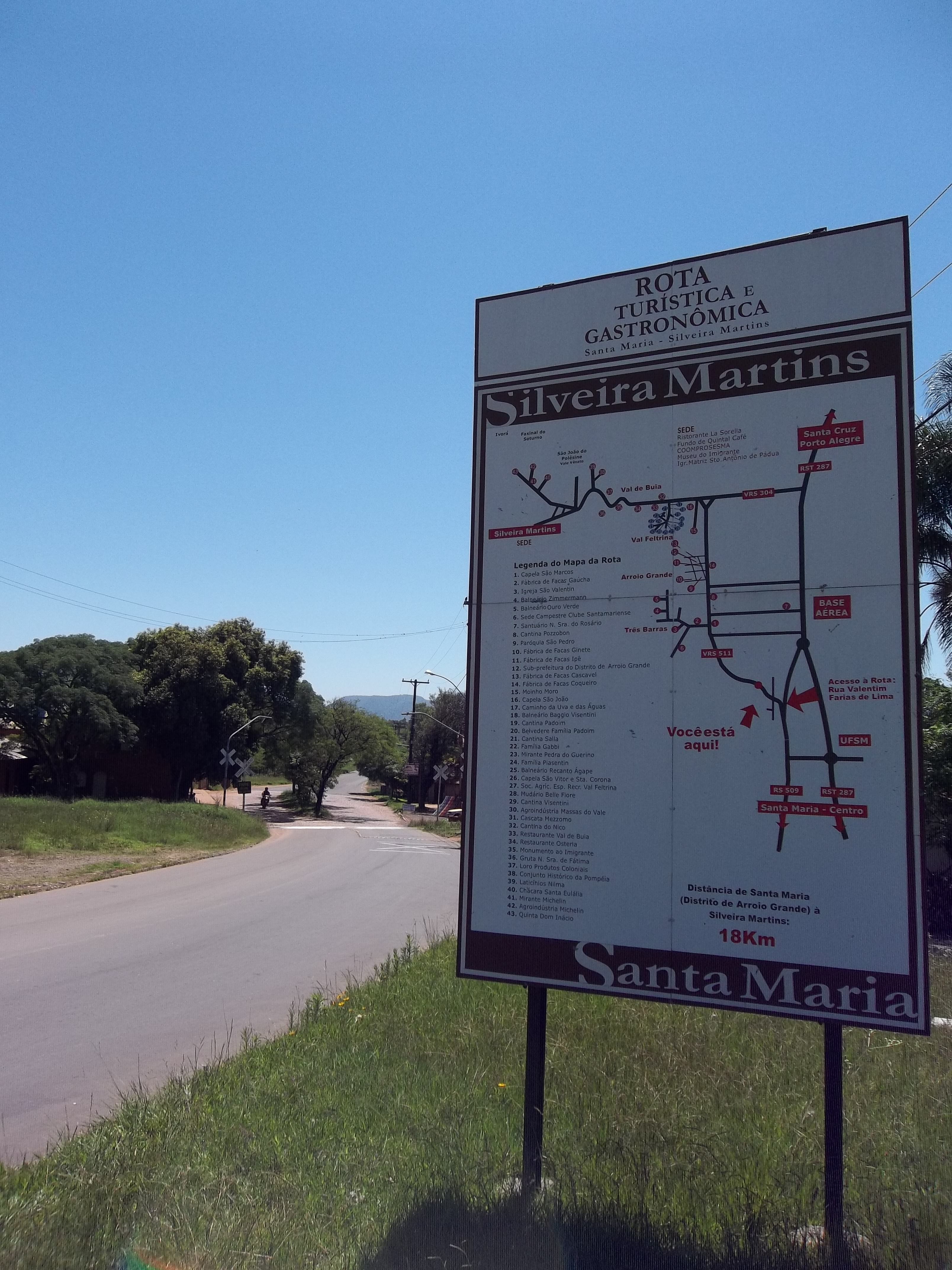
Toeristische informatie Silveira Martins